# 小行星5409
小行星5409（英語：5409 Saale）是一颗围绕太阳公转的小行星。1962年9月30日，佛蒙特·伯根在陶腾堡发现了此天体。
这颗小行星的绝对星等为59.01292等。